# There & Back
There & Back es el tercer álbum de estudio del guitarrista británico Jeff Beck, publicado por Epic Records en 1980. El disco alcanzó la posición No. 21 en la lista Billboard 200.

## Lista de canciones
| N.º | Título             | Duración |  |
| 1.  | «Star Cycle»       | 4:59     |  |
| 2.  | «Too Much to Lose» | 2:59     |  |
| 3.  | «You Never Know»   | 4:03     |  |
| 4.  | «The Pump»         | 5:50     |  |
| 5.  | «El Becko»         | 4:01     |  |
| 6.  | «The Golden Road»  | 4:58     |  |
| 7.  | «Space Boogie»     | 5:10     |  |
| 8.  | «The Final Peace»  | 3:38     |  |

## Créditos
- Jeff Beck – guitarra
- Jan Hammer – sintetizador, batería
- Tony Hymas – teclados
- Mo Foster – bajo
- Simon Phillips – batería
- Ken Scott - producción